# آيت باعمر (آيت حنو عدي سيدي لحسن)
آيت باعمر هو دُوَّار يقع بجماعة آيت إيكو، إقليم الخميسات، جهة الرباط سلا القنيطرة في المملكة المغربية. ينتمي الدوّار لمشيخة آيت حنو عدي سيدي لحسن التي تضم 7 دواوير. يقدر عدد سكانه بـ 523 نسمة حسب الإحصاء الرسمي للسكان والسكنى لسنة 2004.

## وصلات خارجية
- البوابة الوطنية للجماعات الترابية
- المندوبية السامية للتخطيط